# Beltar
Beltar (nep. बेल्टार-बसाहा नगरपालिका) – gaun wikas samiti we wschodniej części Nepalu w strefie Sagarmatha w dystrykcie Udayapur. Według nepalskiego spisu powszechnego z 2001 roku liczył on 2376 gospodarstw domowych i 12445 mieszkańców (6271 kobiet i 6174 mężczyzn).